# Манукян, Гор
Гор Манукя́н (арм. Գոռ Մանուկյան; род. 27 сентября 1993, Ереван, Армения или Ереван) — армянский футболист, вратарь клуба «Вест Армения».

## Клубная карьера
Воспитанник футбольной школы «Пюник». Манукян, как многие воспитанники клуба, пришёл в главную команду, через возрастные. Первое появление произошло в 2010 году в «Пюник-2», выступавшем в Первой лиге. В следующем сезоне Манукян также выступал за «Пюник-2».
После окончания сезона из клуба ушёл один из двух вратарей основного состава — Карен Исраелян. Вторым вратарём в «Пюнике» стал Альберт Оганян, после Арсена Петросяна. Не видя конкуренции Петросян стал совершать периодично ошибки в матчах, приводящие к пропущенным голам. Доверие к Петросяну немного снизилось, и на матчи периодично стали ставить его дублёра Альберта Оганяна. В мае «Пюник» расторг контракт с Петросяном и Оганян стал основным вратарём, а Манукян его дублёром. После невнятно проведённых матчей в августе 2012 года, Оганян уступил место своему коллеге Гору Манукяну. Позже был приобретён Тигран Кандикян, который ещё больше увеличил конкуренцию в команде.

## Карьера в сборной
Манукян с 2011 года активно привлекался в ряды юношеской сборной. Из-за предпочтения тренерским штабом коллегу по клубу Альберта Оганяна, Манукян всегда оставался на скамейке запасных. И всё же дебютировать Манукяну удалось, и тем удачнее оказалась игра, так как юный вратарь отстоял матч на ноль. Матч состоялся против сверстников из Андорры 26 октября, и закончился со счётом 1:0.
12 июня 2012 года был заявлен на матч против сборной Андорры. Матч закончился разгромной победой армянской команды — 4:1. Манукян в период всего матча был на скамейке запасных, уступив место в воротах Альберту Оганяну..
Дебютировал за основную сборную 27 марта 2018 года в домашнем товарищеском матче против Литвы (0:1).

## Достижения
- Обладатель Кубка Армении: 2013, 2014

## Статистика выступлений
Данные на 3 ноября 2012
| Клуб             | Сезон            | Чемпионат | Чемпионат | Кубки | Кубки | Еврокубки | Еврокубки | Всего | Всего |
| Клуб             | Сезон            | Матчи     | Голы      | Матчи | Голы  | Матчи     | Голы      | Матчи | Голы  |
| ---------------- | ---------------- | --------- | --------- | ----- | ----- | --------- | --------- | ----- | ----- |
| Пюник-2          | 2010             | ?         | -?        | -     | -     | -         | -         | ?     | -?    |
| Пюник-2          | 2011             | ?         | -?        | -     | -     | -         | -         | ?     | -?    |
| Всего            | Всего            | ?         | -?        | —     | —     | —         | —         | ?     | -?    |
| Пюник            | 2011             | 0         | 0         | 0     | 0     | 0         | 0         | 0     | 0     |
| Пюник            | 2012/13          | 3         | -2        | 0     | 0     | 0         | 0         | 3     | -2    |
| Всего            | Всего            | 3         | −2        | 0     | 0     | 0         | 0         | 3     | −2    |
| Всего за карьеру | Всего за карьеру | 3         | -2        | 0     | 0     | 0         | 0         | 3     | -2    |